# Place Pierre-Dux
La place Pierre-Dux est une voie située dans le quartier de l'Odéon du 6e arrondissement de Paris.

## Situation et accès
La place est accessible à proximité par les lignes 4 et 10 à la station Odéon.

## Origine du nom

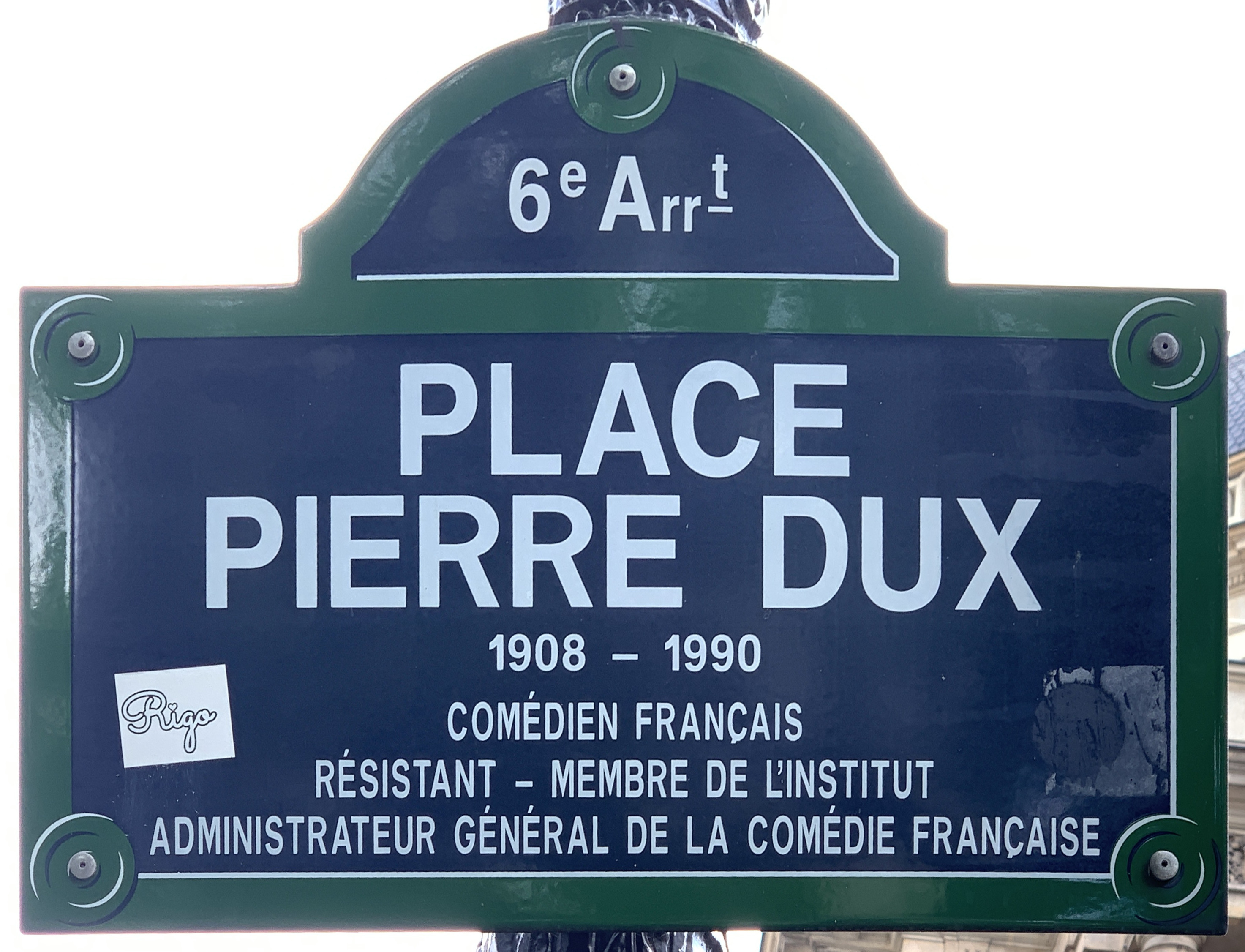
Plaque de la place.

La place porte le nom de l'acteur et metteur en scène français Pierre Dux (1908-1990) en raison de la proximité du théâtre de l'Odéon dont il fut une personnalité éminente.

## Historique
La voie est créée en 2000 sur l'espace du trottoir de la rue de Vaugirard, entre la rue de Tournon et la rue de Condé, dont la pointe se trouve en retrait de l'alignement sur la rue de Vaugirard. Le changement est purement odonymique puisque l'espace n'est pas modifié.

## Bâtiments remarquables et lieux de mémoire
- Le petit square Francis-Poulenc est accessible par la place, dont il constitue la seule composante stricto sensu.
- Le jardin du Luxembourg et le Sénat lui font face.